# Eric Strömqvist
Carl Eric Fredrik Strömqvist, född 28 december 1892 i Alseda församling i Jönköpings län, död 6 september 1981 i Stockholm, var en svensk präst. 
Strömqvist, som var son till lantbrukare Carl Johan Hjalmar Strömqvist och Karolina Sofia Johansson, blev efter studier vid Fjellstedtska skolan student vid Göteborgs högskola 1914, avlade teologisk-filosofisk examen 1915, blev student vid Uppsala universitet 1916, teologie kandidat 1918 samt avlade praktisk teologiska prov och prästvigdes 1918. Han blev kyrkoadjunkt i Hudiksvalls församling 1919, komminister i Ljusdals församling 1922, i Uppsala 1935, domkyrkovicepastor där 1937 och kyrkoherde i Gävle Heliga Trefaldighets församling 1938–1961. Prost över egen församling 1954.
Strömqvist var styrelseordförande i bland annat kommunala flickskolan 1943, i föreningen Soldaternas vänner i Gävleborgs län 1944 och i lokalavdelningen av Förbundet för kristen fostran.